# 金蔵院 (目黒区)
金蔵院（こんぞういん）は、東京都目黒区八雲二丁目（荏原郡衾村）にある真言宗智山派の寺院。

## 概要
安土桃山時代、頼栄によって開山された。隣接する衾村東根の氷川社（氷川神社）の別当寺であった。
1874年（明治7年）にいったん廃寺になり、一時は小学校（後の目黒区立八雲小学校）の教室として使われた。檀家総代らによって1883年（明治16年）に再興された。
当寺には不動明王の木像があるが、戦後の調査で、その胎内から願文と写経が発見された。願文の日付は「応仁2年（1468年）8月7日」とあり、大和国山辺郡（現・奈良県天理市一帯）の毘沙門堂から運ばれたものと判明した。

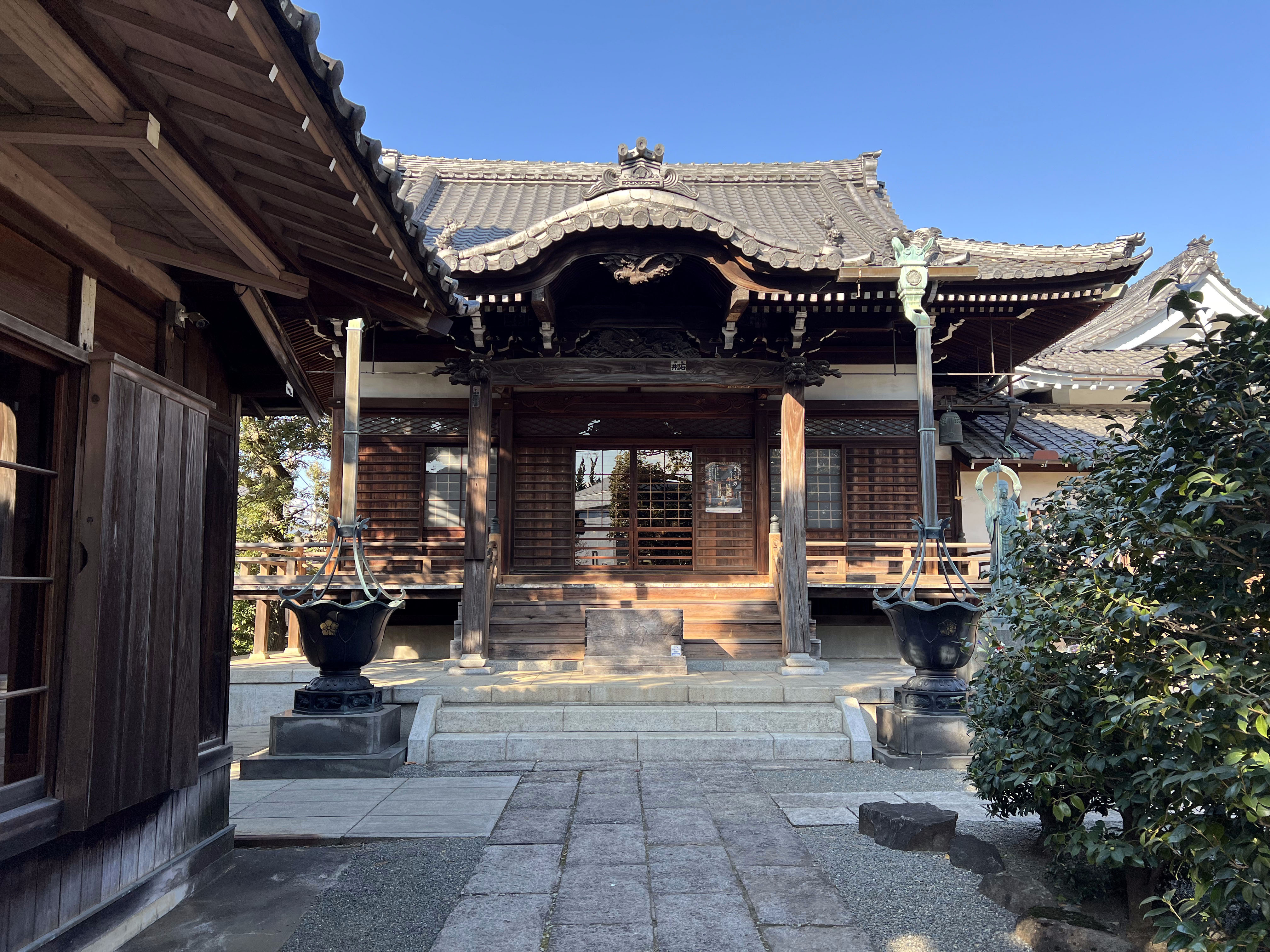
本堂
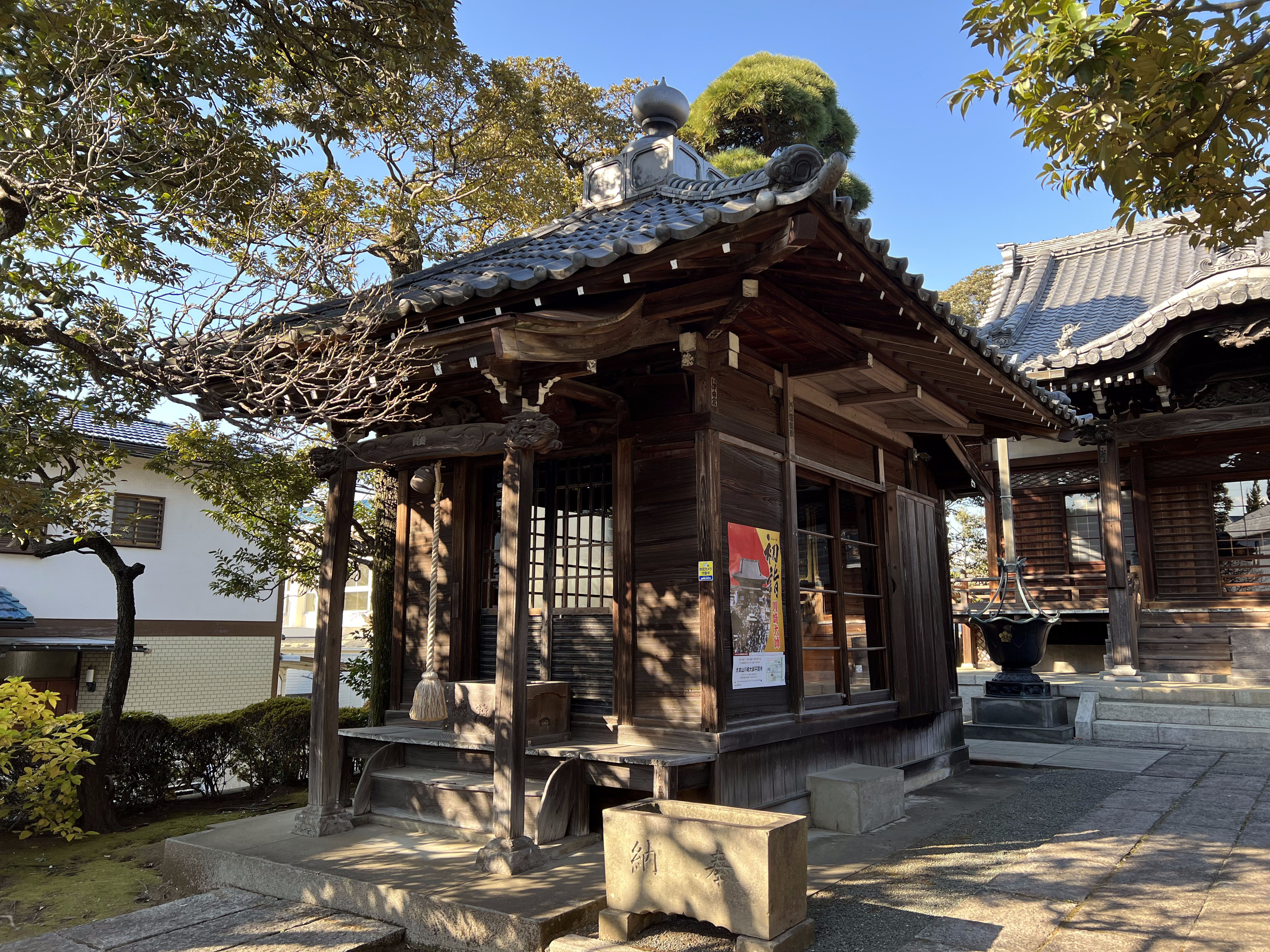
歓喜天堂

## 境内
- 歓喜天（大聖歓喜天）堂

## 交通アクセス
- 都立大学駅より徒歩7分。